# 고야상
고야상(스페인어: los Premios Goya, 영어: Goya Awards)은 스페인의 대표 영화 시상식이다. 1987년에 설립되어 매년 1월에 개최된다. 이름은 스페인의 화가 프란시스코 고야에서 유래한다. 제1회 시상식은 마드리드 로페 데 베가(Lope de Vega) 극장에서 열렸다. 트로피는 조각가 호세 루이스 페르난데스(José Luis Fernández)가 제작했으며, 프란시스코 고야 흉상 동상이다.

## 역사
매년 우수한 성과를 이룬 스페인 영화들을 시상하기 위해, 스페인 영화예술 협회에서 "고야상"을 만들었다. 제1회 시상식은 마드리드 로페 데 베가(Lope de Vega) 극장에서 열렸다. 2010년에는 바르셀로나 강당(Barcelona Auditorium)에서 개최됐다. 2003년 시상식에서, 수많은 영화 관계자들이 스페인 정부가 미국의 이라크 전쟁 침공을 지지하는 것을 반대하는 수상 세레모니를 했다. 2004년, AVT(Asociación de Víctimas del Terrorismo, 스페인 반테러 연합)가 로페 데 베가 극장 앞에서 테러와 ETA에 반대하는 집회를 벌였다. 2005년, 총리 호세 루이스 로드리게스 사파테로가 스페인 사상 처음으로 시상식에 참석했다.

## 시상 부문
공로상 제외 현재 28개 부문에서 수상한다. 각 부문에서는 후보 4명을 지명한다. 후보자 수 지명에 관해 현재 13번의 개편을 거쳤다. 맨 처음에는 3명, 2번째 개편 때는 5명, 4~12번째 개편에서는 3명을 지명했다.

### 현재의 시상 부문
- 작품상 (Mejor película, 1986년~)
- 감독상 (Mejor director, 1986년~)
- 신인 감독상 (Mejor director novel, 1989년~)
- 각본상 (Mejor guion original, 1988년~)
- 각색상 (Mejor guion adaptado, 1988년~)
- 남우주연상 (Mejor interpretación masculina protagonista, 1986년~)
- 여우주연상 (Mejor interpretación femenina protagonista, 1986년~)
- 남우조연상 (Mejor interpretación masculina de reparto, 1986년~)
- 여우조연상 (Mejor interpretación femenina de reparto, 1986년~)
- 남우신인상 (Mejor actor revelación, 1994년~)
- 여우신인상 (Mejor actriz revelación, 1994년~)
- 음악상 (Mejor música original, 1986년~)
- 주제가상 (Mejor canción original, 2000년~)
- 촬영상 (Mejor fotografía, 1986년~)
- 음향편집상 (Mejor montaje, 1986년~)
- 음향효과상 (Mejor sonido, 1986년~)
- 미술상 (Mejor dirección artística, 1986년~)
- 의상상 (Mejor diseño de vestuario, 1986년~)
- 분장상 (Mejor maquillaje y peluquería, 1986년~)
- 특수효과상 (Mejores efectos especiales, 1987년~)
- 프로덕션 감독상 (Mejor dirección de producción, 1987년~)
- 장편 애니메이션 영화상 (Mejor película de animación, 1989년~)
- 장편 다큐멘터리 영화상 (Mejor película documental, 2001년~)
- 스페인어영화상 (Mejor película Iberoamericana, 1986년~)
- 유럽영화상 (Mejor película europea, 1992년~)
- 단편 픽션 영화상 (Mejor cortometraje de ficción, 1989년~)
- 단편 애니메이션 영화상 (Mejor cortometraje de animación, 1994년~)
- 단편 다큐멘터리 영화상 (Mejor cortometraje documental, 1993년)

### 현재의 특별상 부문
- 공로상 (Goya de honor, 1986년~)

## 같이 보기
- 영화상 목록